# Juan Villoro
Juan Villoro (Mèxic, 1956) és autor, entre altres obres, de les novel·les El disparo de Argón i Materia dispuesta; d'un volum de contes, La casa pierde (1999), i d'un llibre d'assaigs, Efectos personales (2000). Del 1995 al 1998 fou director de La Jornada Semanal, suplement cultural del diari La Jornada.
Ha estat professor a la Universitat Nacional Autònoma de Mèxic i professor convidat a la Universitat Yale. Actualment ocupa la Càtedra UNESCO de Cultura Iberoamericana a la Universitat Pompeu Fabra de Barcelona.
L'any 2006 va rebre el Premi Manuel Vázquez Montalbán.

## Obra

### Novel·la
- El disparo de argón (1991)
- Materia dispuesta (1997)
- El testigo (2004)
- Llamadas de Ámsterdam (2007)

### Narrativa breu
- La noche navegable (1980)
- Albercas (1985)
- La acoba dormida (1992)
- La casa pierde (1999)
- Los culpables (2007)
- Palmeras de la brisa rápida (2009)

### Llibres per a nens i joves
- Las golosinas secretas (1985)
- El profesor Zíper y la fabulosa guitarra eléctrica (1992)
- Autopista sanguijuela (1998)
- El té de tornillo del profesor Zíper (2000)
- El libro salvaje (2008)

### Assaig, Crònica, Altres
- Tiempo transcurrido (Cròniques imaginàries) (1986)
- Palmeras de la brisa rápida: Un viaje a Yucatán (crònica, 1989)
- Los once de la tribu (cròniques de futbol, 1995)
- Efectos personales (assaig, 2000)
- Safari accidental (crònica, 2005)
- Dios es redondo (assaigs i cròniques sobre el futbol, 2006)
- Funerales preventivos: Fábulas y retratos (assaigs polítics acompanyats de caricatures de Rogelio Naranjo, 2006)
- De eso se trata (assaigs literaris, 2008)
- Manuel Felguérez: el límite de una secuencia (assaig, 1997)
- La máquina desnuda (assaig, 2009)[1]